# برايان ليما
برايان ليما (بالإنجليزية: Brian Lima) هو لاعب اتحاد الرغبي ساموي، ولد في 25 يناير 1972 في أبيا في ساموا.

## وصلات خارجية
- برايان ليما على موقع دوري الرغبي الممتاز (الإنجليزية)
- برايان ليما على موقع سلسلة سباعيات الرغبي العالمية - رجال (الإنجليزية)
- برايان ليما عل موقع إسبنسكروم (الإنجليزية)
- برايان ليما على موقع ItsRugby.co.uk (الإنجليزية)
- برايان ليما على موقع اتحاد ألعاب الكومنولث (مؤرشف) (الإنجليزية)